# كحول مغير
الكُحول المُصعَّد أو الكحول المغيَّر أو الكحول منزوع الطعم أو الكحول المُعَطَل أو الكحول المُحَول هو عبارة عن إيثانول أو كحول إيثيلي يضاف إليه مركبات أخرى لتغيير بعض صفاته؛ فتضاف إليه مواد سامة أو مواد تجعل طعمه مقززاً أو رائحته منفرة، والهدف من ذلك هو جعله غير صالح للاستهلاك البشري منعًا من استهلاكه للسُكْر وقد يتم تلوينه أيضاً.

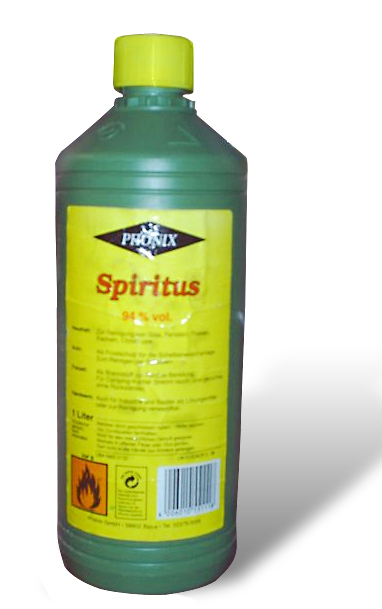
يباع كحول الإيثانول المغير في عبوات للاستخدام المنزلي

## التأثير على طبيعة الكحول
عملية تغيير الكحول أو نزع الطعم عن الكحول لا تغير طبيعة الكحول ولا تغير تركيبته الكيميائية.

## الهدف من تغيير الكحول
الهدف من خلطه بمواد أخرى هو جعل المركب غير صالح للشرب لأسباب عديدة، منها اشتراط بعض الدول هذا الأمر حتى لا يخضع المركب لضريبة المتاجرة بالكحول أو القوانين الأخرى المتعلق بالكحول.

## استعمالات الكحول المغير

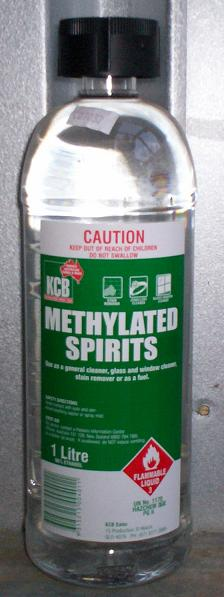
نموذج من الكحول المغير

يستعمل الكحول المغيّر في كثير من الصناعات كما يستخدم كمادة مذيبة لخلط المركبات والمحتويات في كثير من المنتجات، كالمطهرات والمنظفات والعطور والكريمات وغيرها.